# Nechamandra alternifolia
Nechamandra es un género monotípico de plantas acuáticas perteneciente a la familia Hydrocharitaceae. Su única especie, el jangí de la India (Nechamandra alternifolia (Roxb. ex Wight) Thwaites, Enum. Pl. Zeyl.: 332 (1864)), es originaria de India y sudeste de China.

## Taxonomía
Nechamandra alternifolia fue descrita por (Roxb. ex Wight) Thwaites y publicado en Enumeratio Plantarum Zeylaniae 332. 1864.
Sinonimia
- Vallisneria alternifolia Roxb. ex Wight, Bot. Misc. 2: 344 (1831).
- Lagarosiphon alternifolia (Roxb. ex Wight) Druce, Bot. Soc. Exch. Club Brit. Isles 4: 630 (1916 publ. 1917).
- Nechamandra roxburghii Planch., Ann. Sci. Nat., Bot., III, 11: 78 (1849).
- Lagarosiphon roxburghii (Planch.) Benth. in G.Bentham & J.D.Hooker, Gen. Pl. 3: 451 (1883).[2]